# 日本古武道振興会
日本古武道振興会（にほんこぶどうしんこうかい）は、日本の伝統武術文化である古武道を統括する団体の一つである。日本最古の古武道団体。

## 概要
日本古武道振興会は古武道の保存・伝承・振興を目的として、1935年2月に貴族院議員の松本学を中心とし、司法大臣小山松吉など当時の武道界の有識者と古武道各流派代表者が集まって結成された団体である。

### 会長
1. （初代）松本学（貴族院議員）
2. （2代）松本学（貴族院議員）
3. （3代）小笠原清信（小笠原流弓馬術礼法）
4. （4代）加藤紘（立身流、弁護士）
5. （5代）齋藤聰（根岸流手裏剣術）
6. （6代）飯篠快貞（天真正伝香取神道流兵法）
7. （7代）小笠原清忠（小笠原流弓馬術礼法）
8. （8代）加藤紘（立身流、弁護士）

### 年間行事実績
例年、東京・名古屋・京都で加盟流派の演武大会が開催されている。
1. 浅草日本古武道大会(東京都台東区浅草、台東リバーサイドスポーツセンター)・・・4月上旬から下旬頃
2. 靖国神社春季例大祭奉納演武(東京都千代田区九段北、靖国神社能楽堂)・・・4月下旬頃
3. 下鴨神社奉納演武(京都府京都市左京区、下鴨神社舞殿・橋殿)・・・5月4日(みどりの日)
4. 白峯神宮奉納演武(京都府京都市上京区、白峯神宮神楽殿)・・・5月5日(こどもの日)
5. 春日大社奉納日本古武道大会(奈良県奈良市、春日大社着到殿)・・・7月上旬頃
6. 靖国神社みたままつり奉納演武(東京都千代田区九段北、靖国神社能楽堂)・・・7月中旬頃
7. 名古屋まつり協賛日本古武道大会(愛知県名古屋市熱田区神宮、熱田神宮文化殿講堂・神楽殿前広場)・・・10月上旬から中旬頃
8. 靖国神社秋季例大祭奉納演武(東京都千代田区九段北、靖国神社能楽堂)・・・10月下旬頃
9. 明治神宮奉納日本古武道大会(東京都渋谷区代々木、明治神宮西参道芝地・至誠館剣道場)・・・11月3日(文化の日)

## 加盟流派
(五十音順)

### 現在の加盟流派
- 淺山一傳流兵法
- 荒木流軍用小具足
- 荒木流拳法（菊池邦光）
- 荒木流拳法（鈴木清一郎）
- 石黒流柔術

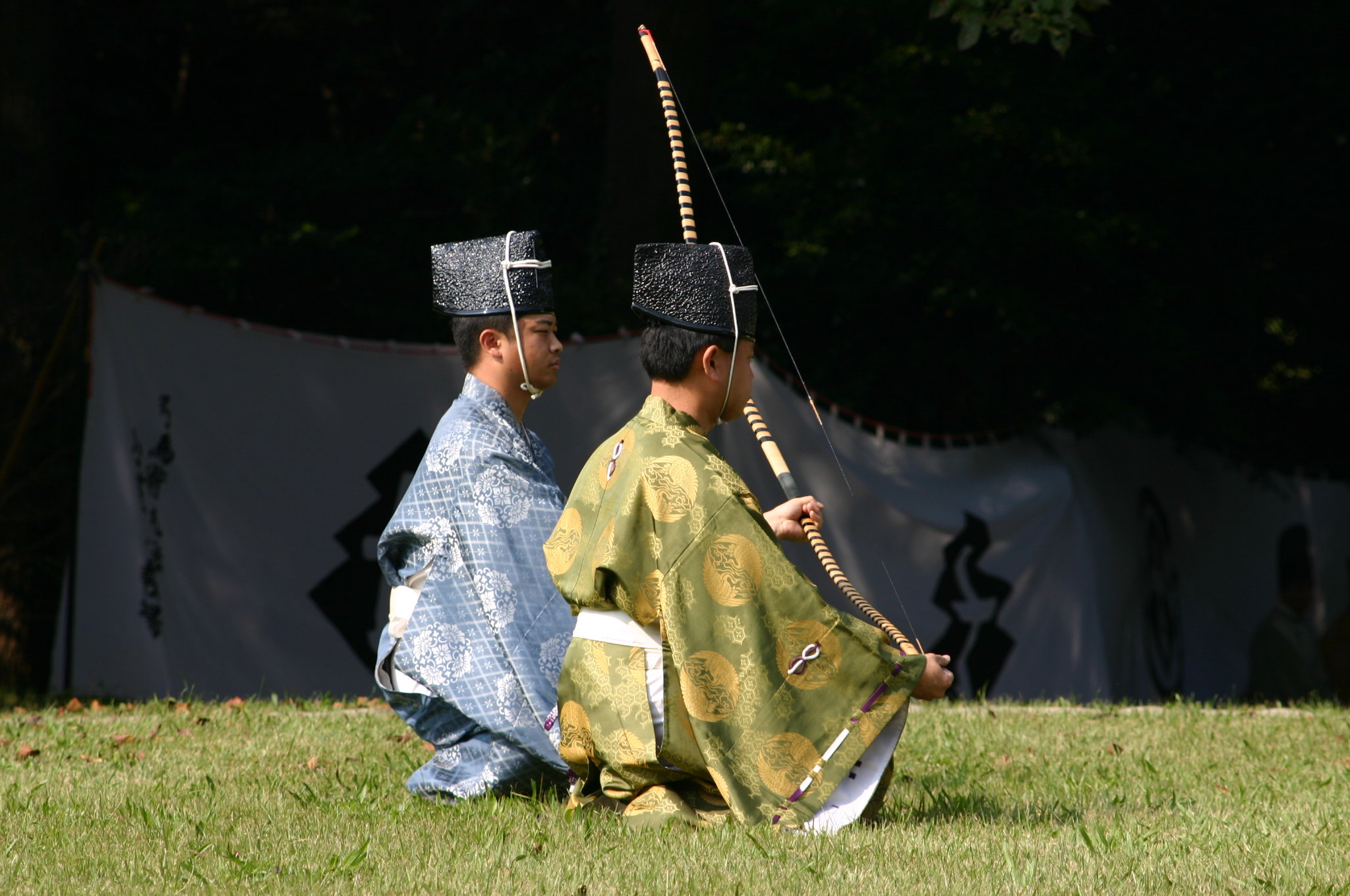
小笠原流弓馬術礼法
- 小野派一刀流（一般財団法人禮楽堂）
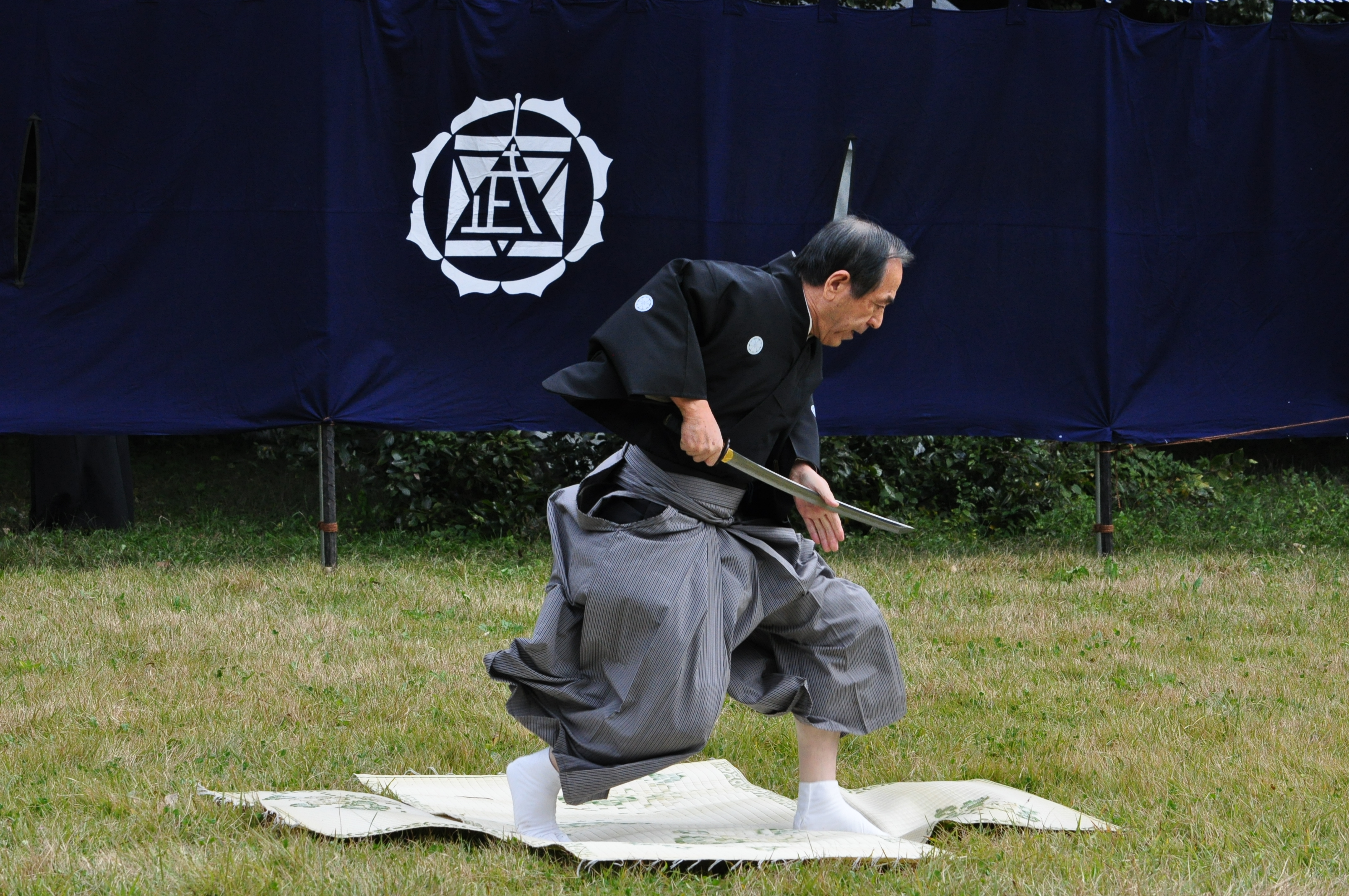
小野派一刀流剣術（白嶺北天会）
- 尾張貫流・柳生新陰流兵法
- 鹿島神傳直心影流
- 鹿島新當流剣術
- 貫心流剣術
- 氣樂流柔術（水科壽美）
- 氣樂流柔術（飯嶌文夫）
- 金硬流唐手・沖縄古武術
- 鞍馬流剣術
- 甲賀流拳法・心月流手裏剣術
- 甲源一刀流剣術
- 今眞流柔術捕手術
- 佐分利流槍術・信抜流居合劔法
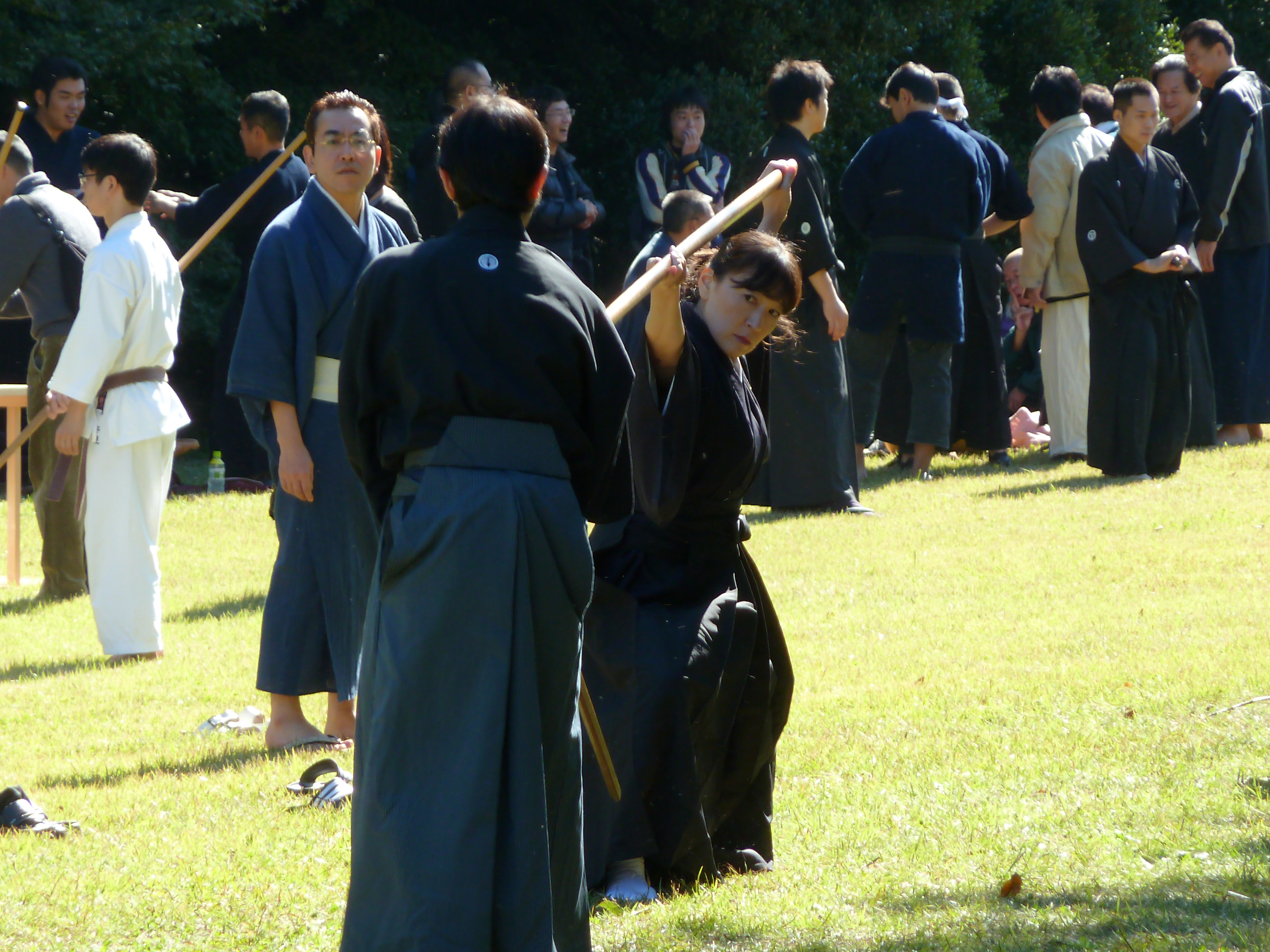
直心影流薙刀術
- 示現流兵法
- 澁川一流柔術
- 諸賞流和
- 真蔭流柔術
- 心形刀流武芸形
- 神道夢想流杖術（江角和敏）
- 神道夢想流杖術（冨永彰三）
- 神道夢想流杖術（濱地光男）
- 神道夢想流杖術（石丸聖也）
- 神道無念流剣術
- 神夢想林崎流（一般財団法人禮楽堂内）
- 神夢想林崎流居合術（白嶺北天会）
- 水鴎流居合剣法・正木流鎖鎌術
- 関口新心流柔術
- 関口流抜刀術（祖父江光紀）
- 関口流抜刀術・兵法二天一流
- 双水執流小具足腰之廻組討
- タイ捨流剣術（西島淳一）
- 大東流合気柔術
- 武田流陣螺術（善無衣三蔵院流）
- 竹内流腰廻小具足（宗家）
- 竹内流捕手腰廻（相伝家）
- 立身流
- 田宮流居合術
- 直元流大長刀術（白嶺北天会）
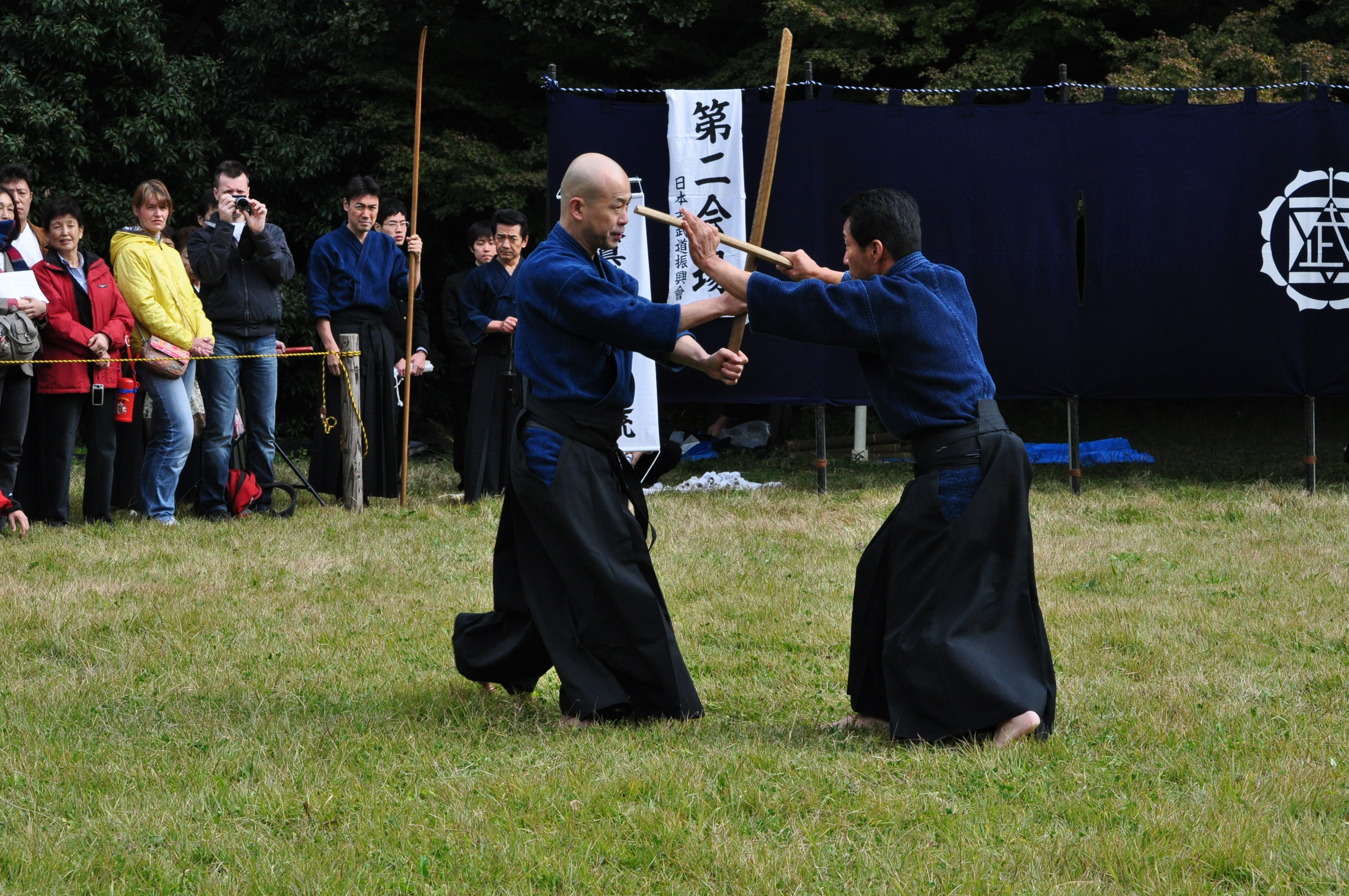
天真正伝香取神道流
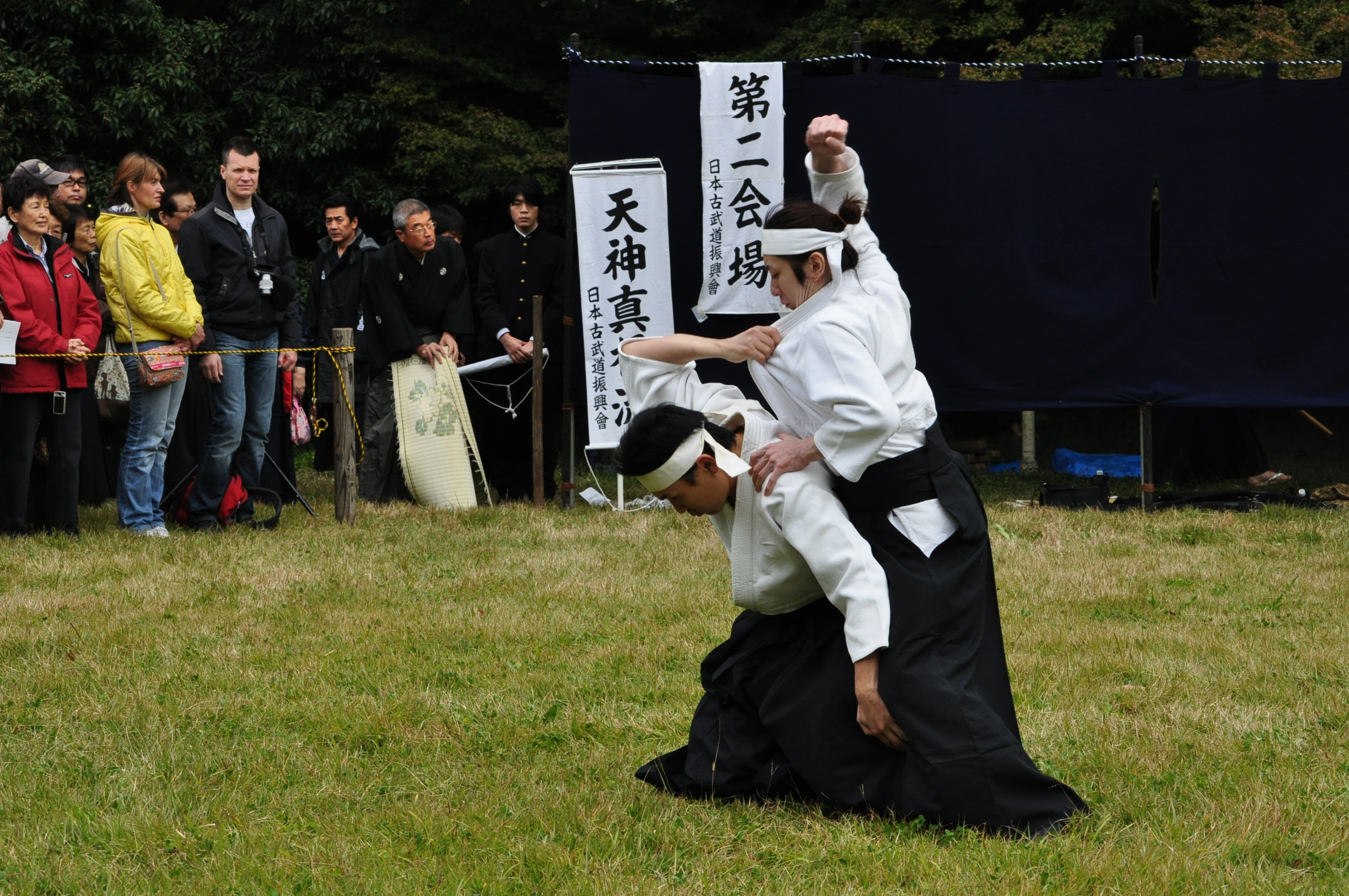
天真正伝香取神道流 杉野道場
- 天真武甲流兵法
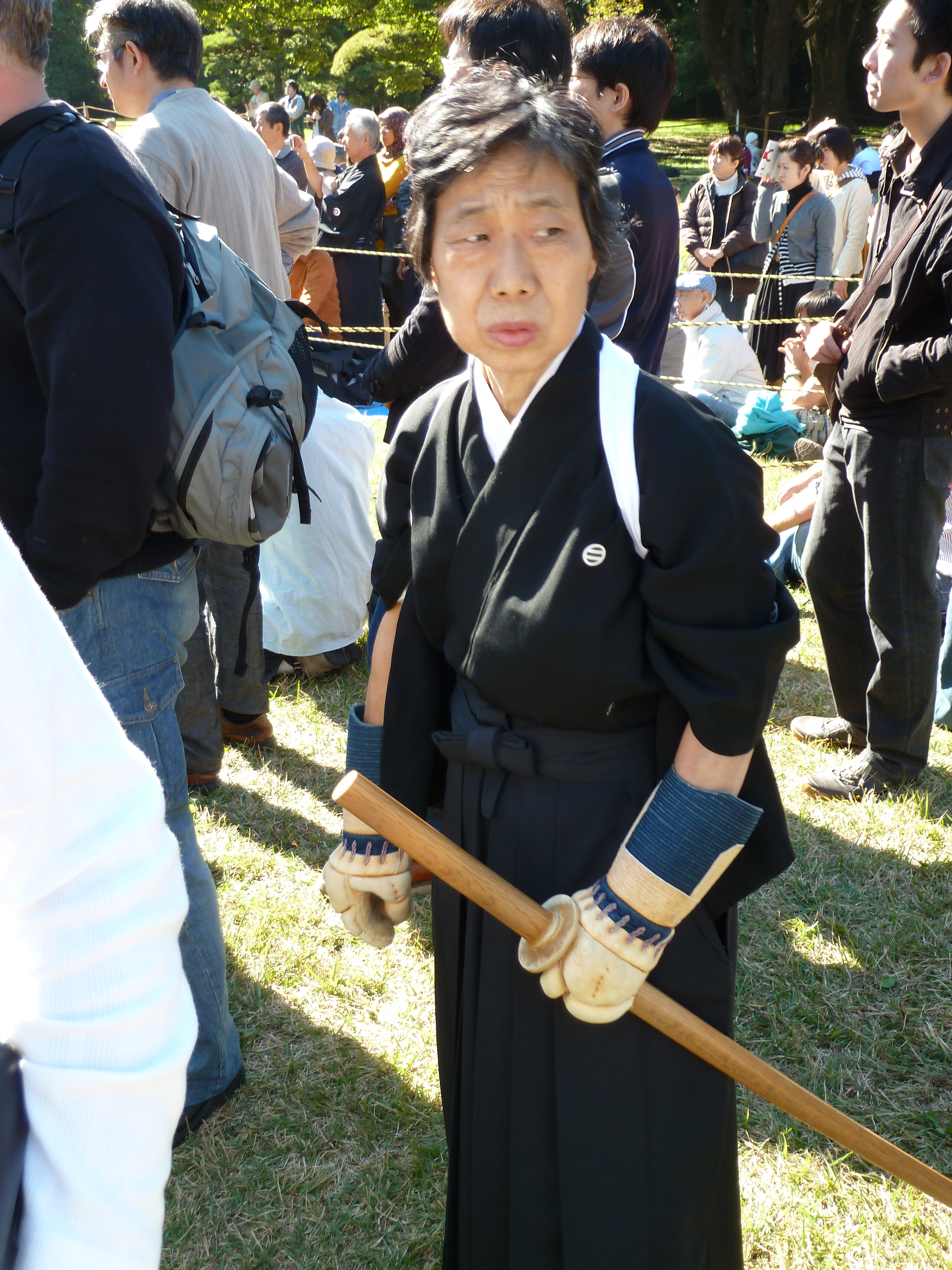
天神真楊流柔術
- 天道流
- 天然理心流
- 當田流剣術
- 戸山流抜刀道
- 南蛮殺到流拳法
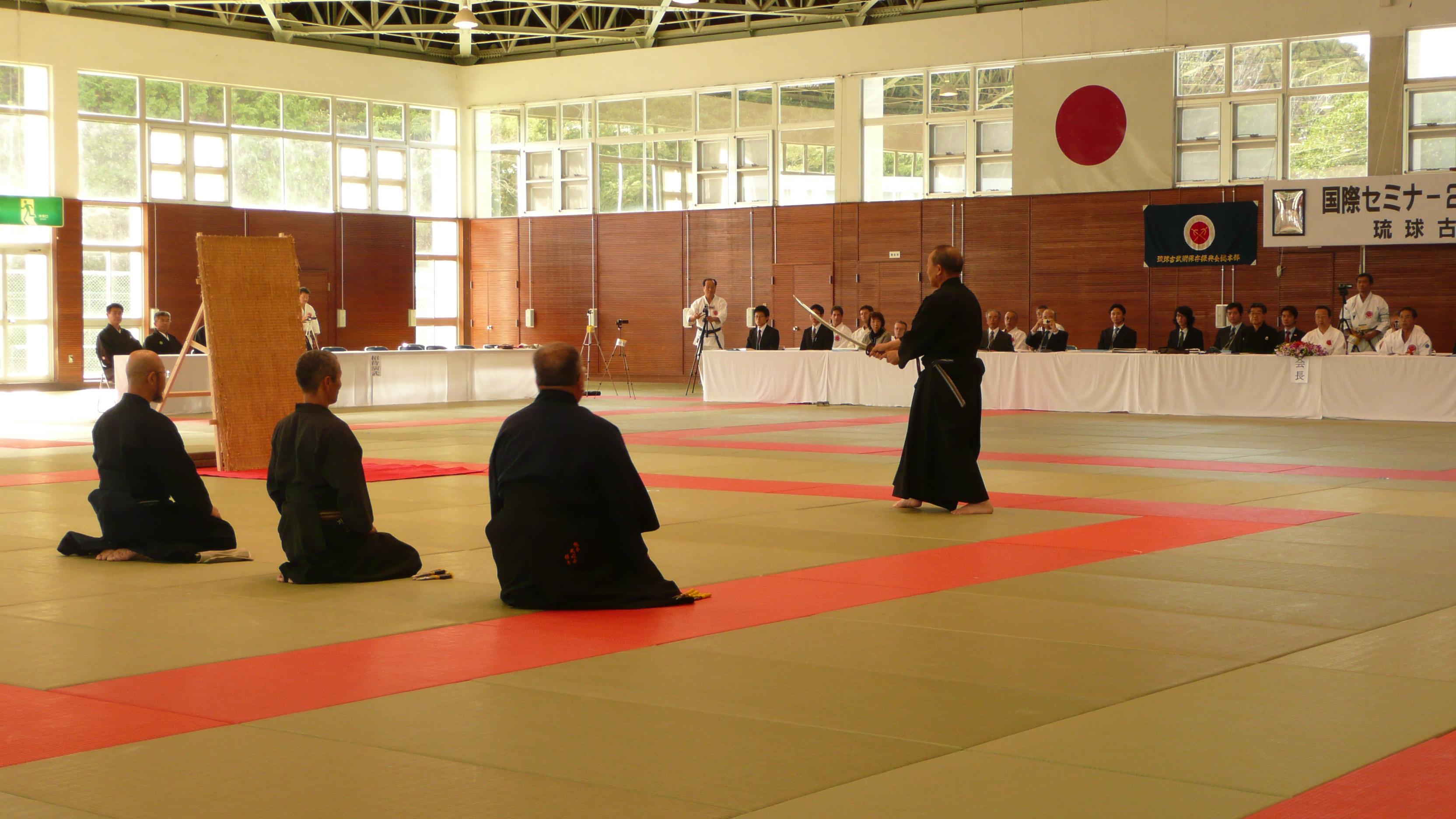
根岸流手裏剣術・白井流手裏剣術
- 念流
- 肥後古流長刀
- 風傳流槍術
- 兵法タイ捨流
- 兵法二天一流
- 伯耆流居合術星野派
- 伯耆流居合術熊谷派
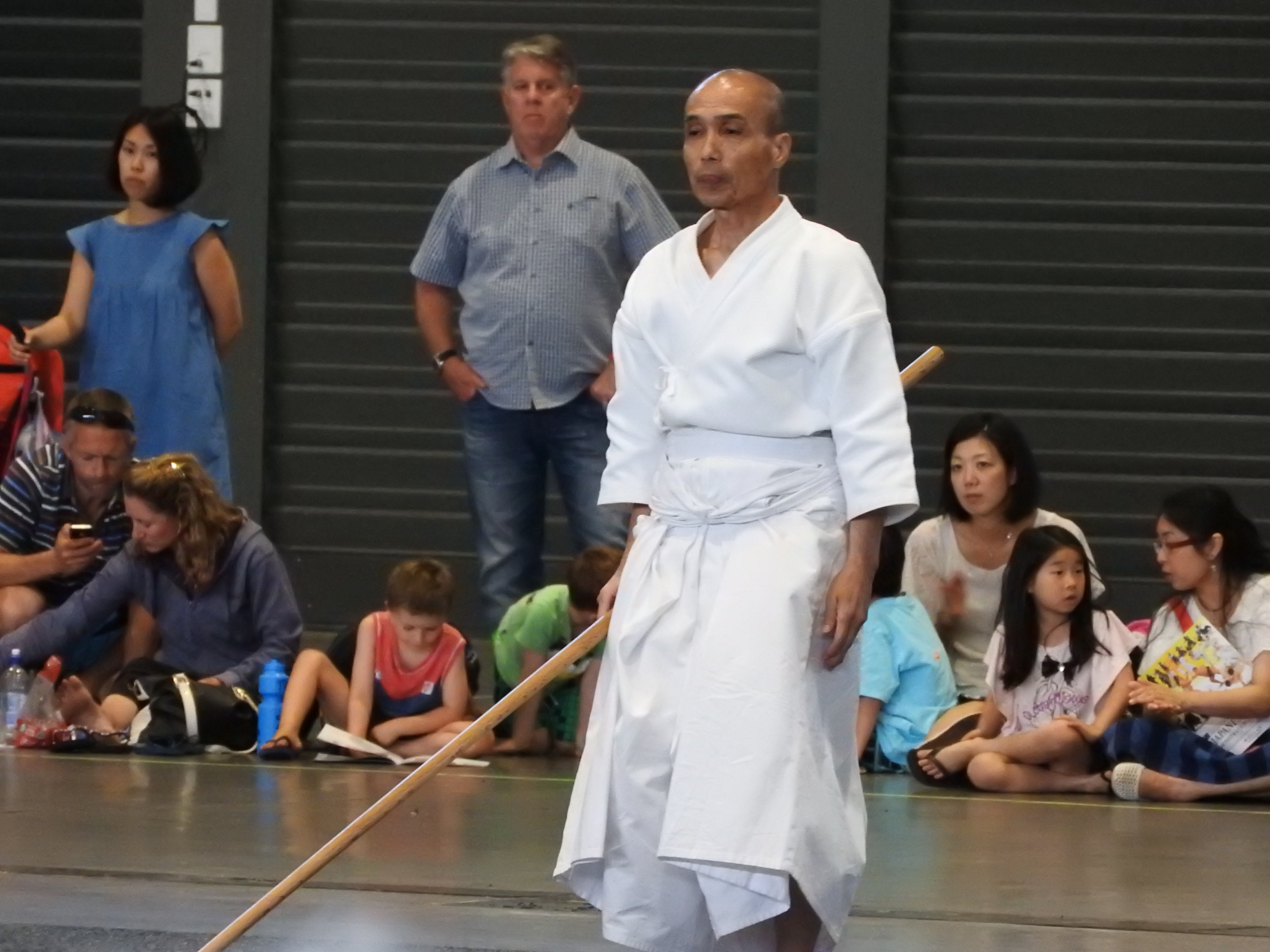
宝蔵院流高田派槍術
- 卜傳流剣術
- 細川家伝統兵法二天一流
- 無限神刀流居合術
- 無雙直伝英信流居合術（小薗江徹郎）
- 無双直伝英信流居合兵法
- 夢想神伝居合林崎重信流詰合
- 夢想神伝流居合術（高橋次秀）
- 夢想神伝流居合術（伊藤學）
- 無想神傳流拔刀術
- 無雙神傳英信流抜刀兵法
- 夢想神伝流居合術（松崎秀樹）
- 無比無敵流杖術・為我流派勝新流柔術
- 無辺流棒術
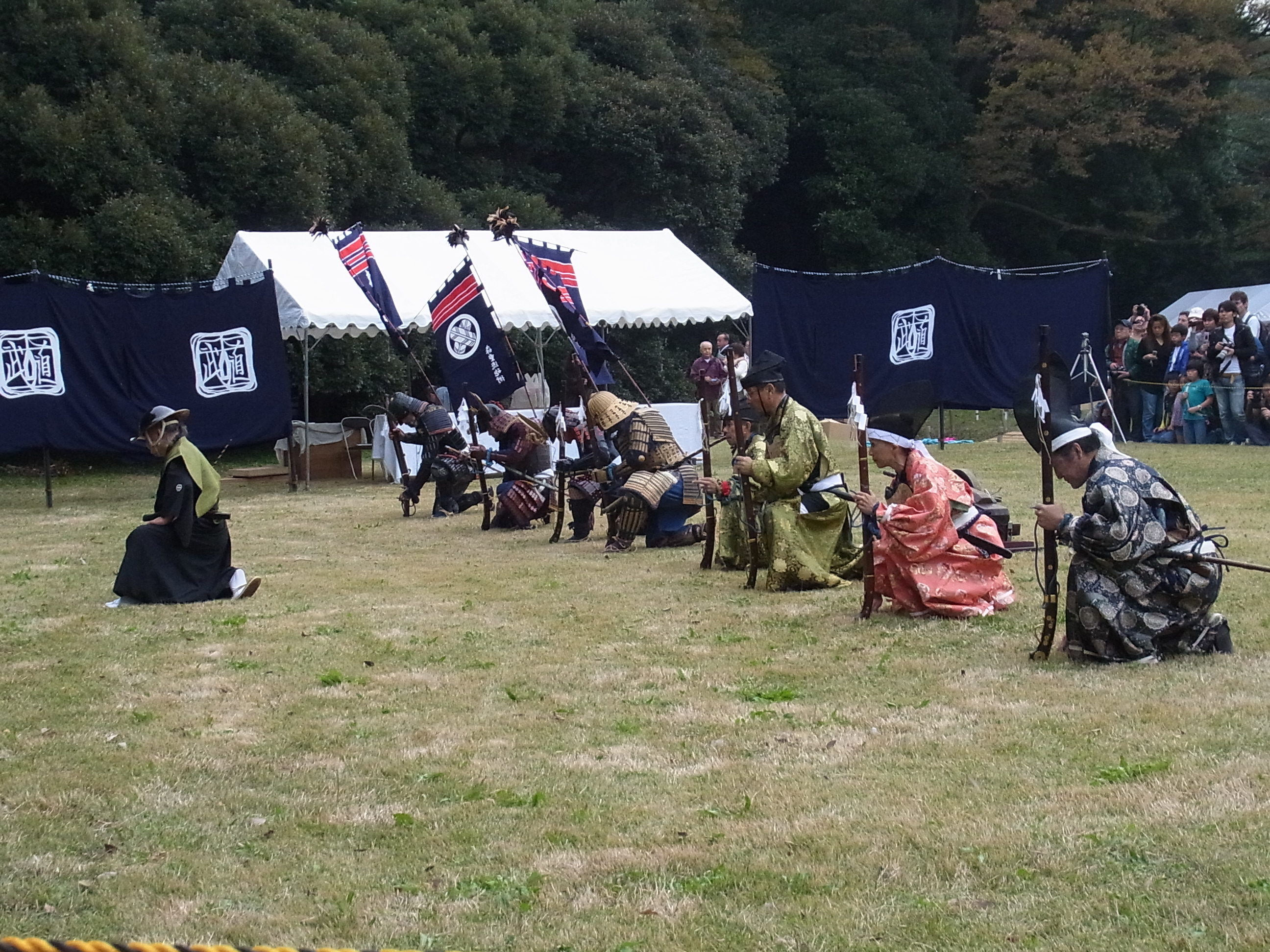
森重流砲術
- 柳生制剛流抜刀
- 柳生新陰流兵法
- 柳生心眼流體術
- 柳生新陰流兵法（梶塚靖司）
- 柳生心眼流兵術（佐藤柔心斎）
- 柳生心眼流兵法（星國雄）
- 柳生心眼流兵法術（島津兼治）
- 楊心流薙刀術
- 力信流
- 琉球古武術
- 和道流柔術拳法・空手術

- 小笠原流弓馬術礼法
- 関口流抜刀術
- 直元流大長刀術
- 天真正伝香取神道流兵法
- 天神真楊流柔術
- 天道流薙刀術
- 根岸流手裏剣術
- 宝蔵院流高田派槍術
- 森重流砲術

### 過去に加盟していた流派

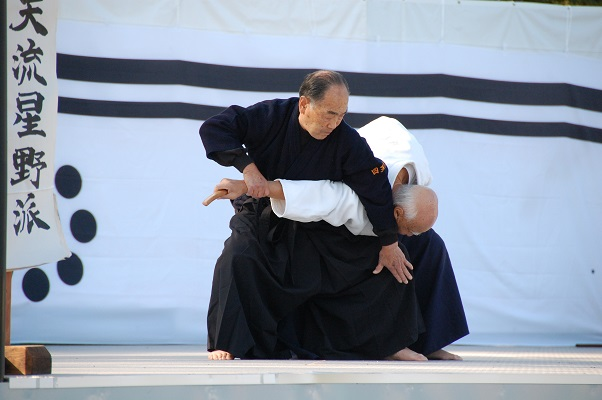
四天流

- 今枝新流杖術
- 雲弘流剣術
- 霞新流
- 日下真流柔術
- 扱心流
- 四天流組討
- 新心無手勝流居合
- 神道夢想流杖術（荒井洋）
- 神道夢想流杖術（松井健二）
- 真之神道流
- 誠極流
- 高木流柔術・九鬼神流棒術
- 竹内三統流柔術
- 楊心古流
- 戸塚派楊心流
- 楊心流
- 霊山竹生嶋流棒術